# Сібільов Микола Вікентійович
Сибільов (Сібільов) Микола Вікентійович (9 лютого 1873, Глухів — 18 серпня 1943, Уфа) — український вчений, музейник, археолог, дослідник археологічних пам'яток Слобожанщини, Донеччини, Донщини та ін. Засновник та перший директор Ізюмського краєзнавчого музею (1920—1941)

## Біографія
Народився 9 лютого 1873 р. за загально прийнятою інформацією у м. Глухів (є дані про його народження в м. Бєлгород). Сином колезького асесора. Навчався в Глухівській прогімназії. Після закінчення навчання працював писарем в училищі, потім з 1891 до 1911 р. працював у Курській казенній палаті цивільним чиновником, дослужившись до чину надвірного радника.
За станом здоров'я звільнився та переїхав разом з родиною на постійне місце проживання до м. Ізюм. Зацікавився історією краю, захопився краєзнавчою роботою, зайнявся вивченням та колекціонуванням археологічних пам'яток кам'яної доби та поставив питання про організацію місцевого музею.
14 січня 1920 р. Миколу Вікентійовича було призначено директором створеного Ізюмського музею. Одним з головних напрямків діяльності М. Сибільова був порятунок культурної спадщини краю. Він організував збір книг, картин, творів прикладного мистецтва із покинутих поміщицьких маєтків. Музей поповнився колекцією природних копалин, архівом міського самоврядування, приватними колекціями з геології, палеонтології, зоології, ботаніки.
Завдяки його наполегливості в Ізюмі виходять друком матеріали з археологічних досліджень: два випуски «Древности Изюмщины» (1926), «Старовинності Ізюмщини» (1928—1930).
На початку 1934 р. М. В. Сибільов з сім'єю переїхав до Святогірська (нині місто Донецької області). Вчений продовжив розвідницькі пошукові роботи в Донбасі.
У квітні 1934 р. за сприяння Сибільова М. В. був заснований Артемогірський (Святогірський) краєзнавчий музей, де він працював науковим консультантом.
З 1 липня 1938 р. М. В. Сибільов працює на посаді молодшого наукового співробітника, наукового співробітника сектору археології докласового суспільства в Інституті Археології АН УРСР (1938—1941), наукового співробітника Інституту суспільних наук (1941—1942), старшого наукового співробітника Інституту історії та археології АН УРСР у м. Уфа (1943).
З перших днів війни Микола Вікентійович переймався вивезенням музейних колекцій Ізюмського та Святогірського музеїв. Неймовірні зусилля М. В. Сибільова та його дружини С. М. Одінцової та прикомандированих військових дали змогу більшу частину культурних цінностей врятувати. Частина була закопана на місті, а частина вивезена до м. Уфа.
В евакуації М. В. Сибільов продовжив свої наукові дослідження. В Уфі, незважаючи на різке погіршення здоров'я, М. В. Сибільов писав наукові статті, планував проведення виставок і мріяв повернутися в Україну.
Помер Микола Вікентійович Сибільов 18 серпня 1943 р. в м. Уфа.

## Пам'ять
Іменем Миколи Сібільова названо Ізюмський краєзнавчий музей.
В Святогірській лаврі відбуваються конференції, які на честь Сібільова Миколи Вікентійовича називаються «Сібільовські читання».